# Airarat

Armenia en 150. Airarat se encuentra más al centro.

Airarat (en armenio: Այրարատ; transcrito: Ayrarat) era una antigua provincia del Reino de Armenia según el geógrafo armenio del siglo VII Ananías de Siracena. Cubría regiones que ahora pertenecen a Turquía y Armenia, incluidas la principal, Oshakan y las ciudades de Artaxata, Vagarsapat y Dvin. Se cree que el topónimo Airarat es el equivalente armenio del topónimo Urartu (en armenio: Արարատ; transliterado: Ararat).

## Cantones
La provincia constaba de 22 cantones o distritos (en armenio: գավառ, transl. gavar):
- Basiani (Բասեն);
- Gabelia (Գաբեղեանք);
- Abélia (Աբեղեանք);
- Aununia (Հավնունիք);
- Arsarunia (Արշարունիք);
- Bagrauandena (Բագրևանդ);
- Zalcota (Ծաղկոտն);
- Vanand (Վանանդ);
- Siracena (Շիրակ);
- Aragatsotn (Արագածոտն);
- Giacadia (Ճակատք);
- Masiazodia (Մասյացոտն);
- Cogovita (Կոգովիտ);
- Asocia (Աշոցք);
- Niga (Նիգ);
- Cotaia (Կոտայք);
- Masasa (Մազազ);
- Varasnunia (Վարաժնունիք);
- Ostana (Ոստան Հայոց);
- Urcajor (Ուրծաձոր);
- Aracoi (Արած);
- Planicie de Sarur (Շարուր Դաշտ).